# یولها-دونگ
یولها-دونگ (به لاتین: Yulha-dong) یک منطقهٔ مسکونی در کره جنوبی است.